# Toutelatele.com
Toutelatele.com est un site internet d'informations télévisuelles créé en 1998.

## Historique
Créé le 6 juillet 1998 sous le nom de « Génération Télé » par Jérôme Roulet, le site est au départ consacré à la télévision, la radio et au cinéma.
En 2001, il devient « Toutelatele.com » et se consacre uniquement à la télévision.
Le 28 août 2005, le Toutelatélé Magazine parait pour la 1re fois. Il comporte quatre parties consacrées à :
- La télévision d'aujourd'hui ;
- La télévision d'hier ;
- Les séries TV ;
- La détente et le shopping.

## Identité visuelle

Logo de 2001 à 2005.
Logo de 2005 à 2010.
Logo de 2010 à 2016.
Logo depuis 2017.

## Commentaires et critiques
Pour Le Parisien, le site « s'adresse plus aux téléspectateurs qu'au milieu des médias, une vraie singularité dans le secteur » et ajoute « ce pionnier de l'actu télé créé en 1998 : du fait de son ancienneté, on y déniche des archives introuvables ailleurs, notamment côté audiences ». Le journal note également une « charte graphique vieillotte et publicité envahissante qui gâchent la navigation ».